# L'arte del karate
L'arte del karate (The Karate Guard) è un film del 2005 diretto da Joseph Barbera e Spike Brandt. È l'ultimo cortometraggio d'animazione della serie Tom & Jerry, prodotto dalla Warner Bros. Animation e uscito in forma limitata nei cinema di Los Angeles il 27 settembre 2005. Fu l'ultima produzione a cui Barbera lavorò come regista e sceneggiatore e l'ultimo film cinematografico a cui prese parte. Per il lavoro effettuato in questo film, Spike Brandt ricevette nel 2006 una candidatura all'Annie Award per la migliore animazione dei personaggi.

## Trama
Tom il gatto viene svegliato dagli allenamenti di Jerry il topo, che si sta addestrando nel karate. A Jerry appare il suo spirito guida, l'antico saggio, che lo informa che ha completato l'addestramento e gli chiede se è pronto ad affrontare Tom. Jerry annuisce e va a combattere contro Tom, venendo però sconfitto subito. L'antico saggio riappare e, vedendo Jerry in difficoltà, gli dà un gong per richiamare Momosolo, un grosso bulldog che lo proteggerà ogni volta che ne avrà bisogno. Così, tutte le volte che Tom tenta di catturarlo, Jerry suona il gong e richiama Momosolo, il quale si dimostra molto violento nei confronti del gatto.
Tom si accorge quindi di aver bisogno di rinforzi e chiama la compagnia di derattizzazione I Magnifici Quattro, in cui Butch è a capo di altri tre gatti. I quattro felini arrivano alla casa di Tom e Jerry armati di pistole da paintball. Tuttavia esse non sono abbastanza efficaci contro Momosolo, che usa Tom come palla da bowling per sgominare I Magnifici Quattro. Jerry e Momosolo stanno infine guardando in TV la banda di gatti sconfitta e mangiando pop corn. Quando li finiscono il topo usa il gong per chiamare Tom che, diventato servo dei due, ne porta ancora e bacia il piede di Momosolo.

## Distribuzione

### Edizione italiana
Il corto fu distribuito in Italia direttamente in DVD-Video. Il doppiaggio fu eseguito dallo Studio Emme su dialoghi di Giorgio Tausani.

### Edizioni home video
In America del Nord il corto fu inserito come extra nel secondo DVD della raccolta Tom and Jerry Spotlight Collection Vol. 3, uscita l'11 settembre 2007. Fu quindi incluso nel secondo disco della raccolta DVD Tom & Jerry: Deluxe Anniversary Collection, distribuita in America del Nord il 22 giugno 2010 e in Italia l'8 dicembre.